# Bäne
Bäne är en bebyggelse i Hols socken i Vårgårda kommun. Från 2015 avgränsar SCB här en småort. Tidigare gick E20 genom Bäne, men sedan 2020 har en ny motorväg byggts strax söder om orten. Norr om Bäne finns Västra stambanan.